# 郭文治
郭文治（英語：Paul Guo Wen-zhi；1918年1月11日—2006年6月29日；聖名：保祿）是天主教中國籍主教，不獲中國政府承認。曾任黑龍江省齊齊哈爾宗座監牧區宗座監牧（1985年-2000年）。

## 生平
郭文治出生於1918年1月11日，中華民國黑龍江省省會齊齊哈爾的一個天主教家庭。他先後於1940年及1946年進入長春和北京的總修院學習，且於1948年12月在他20歲時晉鐸。 
1947年，瑞士籍宗座監牧胡幹普神父被中國共產黨拘捕，並與其他外籍傳教士先後被驅逐出境。1950年，胡神父被捕任命郭文治神父為宗座監牧署理，但兩年後他也被捕。1954年，他因忠於教宗，拒絕加入三自愛國教會而被指觸犯反革命罪而判處10年有期徒刑。他在黑龍江渡過了八年刑期後，被送到北京良鄉的機器製造廠繼續進行勞動改造3年。一166年，被遣送到新疆軍用農場勞教14年。
1979年改革開放後獲釋，且曾在新疆一所中學出任英語老師。直到1985年，他才返回齊齊哈爾。同年5月15日，郭文治在70歲時由河北易縣宗座監牧地下教會劉書和主教秘密晉牧，成為齊齊哈爾宗座監牧區宗座監牧。1989年，他獲得時任教宗若望保祿二世認可，但中國政府一直未獲承認。同年11月，郭文治主教出席在陝西省三原舉行的中國大陸主教團成立會議，並於同年12月被政府拘留，直至翌年1月才獲釋。
郭主教任內在1993年成立宗座監牧區的神哲學院，並恢復宗座監牧區的聖女小德蘭傳教女修會。1995年，秘密主禮為魏景儀晉牧成為齊齊哈爾助理宗座監牧。2000年8月，時任教宗若望保祿二世接受郭主教因年邁請辭榮休，並由魏景儀主教接任成為齊齊哈爾宗座監牧。2005年10月，時任教宗本篤十六世曾親自邀請他出席聖體聖事主教會議的四位主教之一，但遭到政府阻止丙未能前往出席。
2006年6月29日，郭文治主教因心臟功能衰竭在中國黑龍江省齊齊哈爾以西的哈力鄉天主堂去世，享年88歲。